# 拉韦迪耶尔
拉韦迪耶尔（法語：La Verdière，法語發音：[la vɛʁdjɛʁ]）是法国普罗旺斯-阿尔卑斯-蓝色海岸大区瓦尔省的一个市镇，属于布里尼奥勒区。

## 地理
拉韦迪耶尔（43°38'19"N, 5°56'9"E）面积68.16 平方千米，位于法国普罗旺斯-阿尔卑斯-蓝色海岸大区瓦尔省，该省份为法国东南部沿海省份，北起上普罗旺斯阿尔卑斯省，西北角与沃克吕兹省接壤，西接罗讷河口省，南濒地中海，东临滨海阿尔卑斯省。
与拉韦迪耶尔接壤的市镇（或旧市镇、城区）包括：坎松、埃斯帕龙、日纳塞维、蒙梅扬、圣于连、圣马丹德帕利耶尔、塔韦讷、瓦拉日。

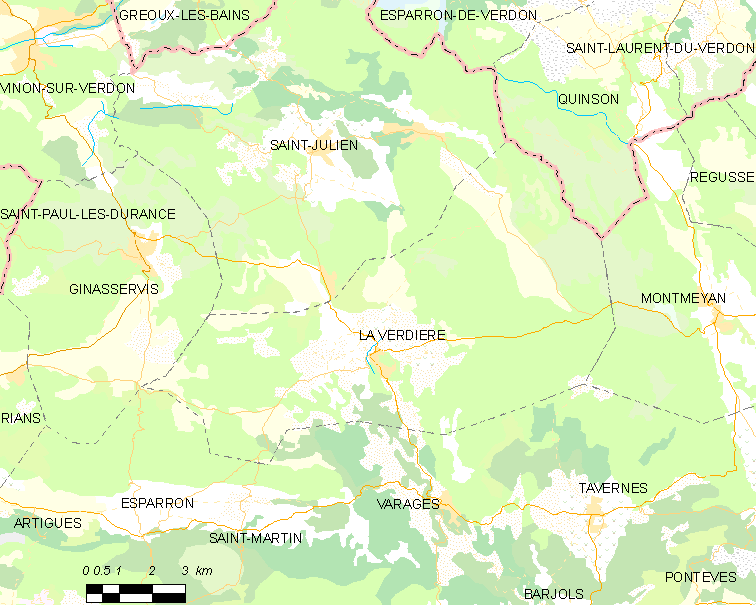
拉韦迪耶尔的OSM定位图

拉韦迪耶尔的时区为UTC+01:00、UTC+02:00（夏令时）。

## 行政
拉韦迪耶尔的邮政编码为83560，INSEE市镇编码为83146。

## 政治
拉韦迪耶尔所属的省级选区为圣马克西曼-拉圣博姆县。

## 人口

1962-2008年间拉韦迪耶尔人口变化图示

拉韦迪耶尔于2022年1月1日时的人口数量为1674人。